# NGC 1239
NGC 1239 (другие обозначения — MCG −1-9-12, NPM1G −02.0104, PGC 11869) — пекулярная линзообразная галактика (S0) в созвездии Эридана. Открыта Уильямом Гершелем в 1785 году. Описание Дрейера: «очень тусклый, звездоподобный объект».
Этот объект входит в число перечисленных в оригинальной редакции «Нового общего каталога».
На фотографиях видна линзовидная галактика с ярким, круглым ядром и более тусклой внешней оболочкой, простирающейся в направлении с северо-востока на юго-запад. Близкая по яркости анонимная галактика, повёрнутая к нам краем, видна в 8,0 минутах к северо-северо-востоку. Визуально NGC 1239 выглядит в любительский телескоп умеренно яркой и хорошо очерченной, она хорошо видна при большом увеличении как слегка овальное, матовое, сконцентрированное пятнышко света с равномерной поверхностной яркостью. Морфологический тип по Вокулёру: SA0º pec. Радиальная скорость: 8625 км/с. Расстояние: 385 млн световых лет. Диаметр: 135 тыс. световых лет